# Reyer Venezia 1981-1982
Questa voce raccoglie le informazioni riguardanti la Reyer Venezia Mestre nelle competizioni ufficiali della stagione 1981-1982.

## Stagione
La Reyer disputa il campionato di Serie A1 di pallacanestro maschile 1981-1982 terminando all'11º posto (su 14 squadre), trovandosi così a dover disputare uno spareggio per la permanenza nella massima serie con la Latte Matese Caserta, qualificata dalla A2. I veneziani vincono due partite su tre, ottenendo la permanenza in A1. Arrivano ai quarti di finale di Coppa Korac.

## Roster
- Andrea Gracis[1]
- Fabio Bortolini
- Giovanni Grattoni[1]
- Stefano Gorghetto[1]
- Bruce Seals[1]
- Aldo Seebold[1]
- Marco Palumbo[1]
- Luigi Serafini[1]
- Luca Silvestrin[1]
- Carlo Spillare[1]
- Sidney Wicks[1]
- Allenatore:  Waldi Medeot
- Vice allenatore: